# Euthyplociidae
Euthyplociidae is een familie van haften (Ephemeroptera).

## Geslachten
De familie Euthyplociidae omvat de volgende geslachten:
- Afroplocia Lestage, 1939
- Campylocia Needham & Murphy, 1924
- Euthyplocia Eaton, 1871
- Exeuthyplocia Lestage, 1918
- Mesoplocia Demoulin, 1952
- Polyplocia Lestage, 1921
- Proboscidoplocia Demoulin, 1966